# Bowmanstead
Bowmanstead – wieś w Anglii, w Kumbrii. Leży 61 km na południe od miasta Carlisle i 373 km na północny zachód od Londynu.